# 彼女と彼女の猫
『彼女と彼女の猫』（かのじょとかのじょのねこ）は、新海誠による自主制作短編アニメーション作品、およびそれを原作とした日本の短編テレビアニメ。
自主制作版は第12回CGアニメコンテストグランプリ受賞。

## 概要
『彼女と彼女の猫 Their standing points』は、1999年の初夏から初冬にかけて新海が日本ファルコムに勤めながら作った作品であり、完全に個人で制作された5分弱のモノクロアニメーション作品である。
制作環境はPower Macintosh 7600/120、使用されたソフトはAdobe After Effects・Adobe Illustrator・LightWave・Shade。
生活していくことの漠然とした寂しさ・微かな痛み・ささやかな温もりなど、言葉では伝えにくい感情を映像と音に託した作品で、心の琴線に触れるそのプロット構成や、全編モノトーンながらも緻密に描かれた作画やカット割の良い演出などは、従来の自主制作アニメーションのクオリティーを遥かに超え、高く評価されている。また、音楽は天門が手がけており、これが新海のアニメーションの魅力を引き出すことに成功している。これらの画面描写や演出技法、天門との音楽性の一致などは、後の新海作品のまさに原点となっている。
編集の違いにより、フルバージョン・3分版・ダイジェスト版の3つのバージョンが存在する。後に制作・販売された『ほしのこえ』のDVD版にも映像特典として収録された。
2016年3月に、新たな制作陣によるオリジナルストーリーのテレビアニメが放映された。

## ストーリー
都会で一人暮らしをする彼女と、偶然彼女に拾われた一匹の猫の物語。ある日、彼女の留守電に彼からのメッセージが入る。

## スタッフ
- 制作 - 新海誠
- 音楽 - 天門
- イラスト協力 - 篠原美香
- 協力 - RABSARIS

## キャスト
彼女
声 - 篠原美香
一人暮らしの女性、主人公の一人。勤め人。雨の日に猫を拾い、飼い始める。篠原がモデル。
猫
声 - 新海誠
物語の語り手。若いオスの白猫。

## テレビアニメ
2016年3月『ULTRA SUPER ANIME TIME』枠内にて『彼女と彼女の猫 -Everything Flows-』のタイトルで放送された。1話約8分で全4話。略称は『彼女と彼女の猫 EF』。第4話エンドクレジット後のパートで、自主制作版の冒頭へつながるような演出がなされた。
2020年10月25日にはBS12トゥエルビにて同月4日より放送が開始されたアニメ放送枠『日曜アニメ劇場』にて全4話を纏めた『彼女と彼女の猫 EF　完全版』として『雲のように風のように』と2本立てで放送された。

### スタッフ
- 原作 - 新海誠（小説版 永川成基著）
- 監督 - 坂本一也
- シリーズ構成・脚本 - 永川成基
- キャラクターデザイン・総作画監督 - 海島千本
- 動画監督 - 田村太陽
- 美術監督 - 田中孝典
- 色彩設計 - 岩田祐子
- 撮影監督 - 高橋昭裕
- 編集 - 福島由晃
- 音響監督 - 鶴岡陽太
- 音楽 - TO-MAS SOUNDSIGHT FLUORESCENT FOREST（ミト、松井洋平、伊藤真澄）
- 音楽制作 - ランティス
- 音楽プロデューサー - 伊藤善之
- エグゼクティブプロデューサー - 松浦裕暁、川口典孝、伊藤善之
- プロデューサー - 里見哲朗、宮田成彬、落合千春、吉江輝成
- アニメーションプロデューサー - 新家朋人
- アニメーション制作 - ライデンフィルム京都スタジオ
- 製作 - 彼女と彼女の猫EF製作委員会

### キャスト
彼女(美優)
声 - 花澤香菜
就職活動に追われている短大生。アパートで友人とルームシェアをしていたが先に出て行かれ、同居にしているのは猫のみ。
黒猫(ダル)
声 - 浅沼晋太郎
物語の語り手。10歳の黒いオスの老猫。名前は「ダル」。
友人(知歌)
声 - 矢作紗友里
彼女の小学生の頃からの親友。派手な容姿で、彼女とルームシェアをしていたが一足先にアパートを出て彼氏との生活を始める。名前は「ともか」。一緒に暮らしていたダルに懐かれる事は無かった。
母親
声 - 平松晶子
彼女の母親。彼女が小学生の頃にダルを家に連れて来た。

### 主題歌
オープニングテーマ「硝子の瞳」
作曲・編曲 - 伊藤真澄
※ ディスクメディア完全版オープニングでは、作詞：松井洋平、歌唱：美優（cv:花澤香菜）による90秒版が、別途発売するサウンドトラックCDにはフルサイズ完全版が収録。
エンディングテーマ「ソナタ」
作詞・作曲・編曲 - ミト / 歌 - クラムボン

### 各話リスト
| 話数  | サブタイトル         | 絵コンテ | 演出     | 作画監督 |
| ----- | -------------------- | -------- | -------- | -------- |
| Sec.1 | 彼女と彼女の部屋     | 坂本一也 | 坂本一也 | 海島千本 |
| Sec.2 | 彼女と彼女の空       | 太田里香 | 伊東優一 | 佐川遥   |
| Sec.3 | 彼女と彼女のまなざし | 太田里香 | 伊東優一 | 佐川遥   |
| Sec.4 | 彼女と彼の物語       | 坂本一也 | 坂本一也 | 海島千本 |

### 放送局
| 放送期間               | 放送時間                     | 放送局   | 対象地域 | 備考                                    |
| ---------------------- | ---------------------------- | -------- | -------- | --------------------------------------- |
| 2016年3月4日 - 3月25日 | 金曜 23:00 - 23:30           | TOKYO MX | 東京都   | 『ULTRA SUPER ANIME TIME』枠内（3枠目） |
| 2016年3月7日 - 3月28日 | 月曜 1:00 - 1:30（日曜深夜） | BS11     | 日本全域 | 『ULTRA SUPER ANIME TIME』枠内（3枠目） |
| 2017年4月15日          | 土曜 20:00 - 20:30           | KBS京都  | 京都府   | 「完全版」を放送                        |

### BD / DVD
全4話のほかに、新規カットと新しいオープニング映像を加えて一本化した「完全版」を収録したBlu-ray（品番：TBR26096D）とDVD（品番：TDV26097D）が2016年5月18日に発売。